# Neil Burger
Neil Norman Burger (Greenwich, Connecticut, 1963 –) amerikai rendező, forgatókönyvíró és producer.
2002-ben debütált rendezőként A Kennedy-gyilkosság – Interjú a merénylővel című áldokumentumfilmmel. Fontosabb rendezései közé tartozik A mágus (2006) című misztikus dráma, a Csúcshatás (2011) című sci-fi/thriller és A beavatott (2014) című sci-fi-akciófilm.

## Élete és pályafutása
A Yale Egyetemen végzett, majd Ridley Scott Ridley Scott Associates nevű cégének rendezett reklámokat, illetve kísérleti filmeket is készített.
Első nagyjátékfilmes rendezése A Kennedy-gyilkosság – Interjú a merénylővel című 2002-ben bemutatott áldokumentumfilm volt. A huszonkét nap alatt, 700 ezer dolláros költségvetésből leforgatott film – melyet Burger forgatókönyvíróként is jegyez – több független filmes díjat megnyert. Második filmrendezése, A mágus című filmdráma 2006-ban jelent meg, Edward Norton és Paul Giamatti főszereplésével. A forgatókönyvet ismét Burger írta, Steven Millhauser Eisenheim, the Illusionist című novelláját adaptálva. A mágus összességében pozitív kritikákat kapott.
Következő filmje egy vígjáték-dráma, az Eltávozáson (2008) volt, Burger a rendezés mellett ismét forgatókönyvírói feladatkört is betöltött, illetve producerként is közreműködött. A háborús veteránokról szóló film főszereplője Rachel McAdams, Tim Robbins és Michael Peña. Kritikai fogadtatása és bevételi adatai jóval gyengébbek voltak, mint Burger előző munkájának. 2011-ben megjelent Csúcshatás című rendezése jegyeladások és kritikai fogadtatás terén is jól teljesített. Az Alan Glynn The Dark Fields című regényét (magyarul a film bemutatása után Csúcshatás címmel adták ki) feldolgozó sci-fi-akciófilm főbb szerepeiben Bradley Cooper és Robert De Niro látható.
2014-ben ismét egy irodalmi művet vitt filmvászonra, Veronica Roth A beavatott című regényét. Az azonos című filmadaptáció főszerepeit Shailene Woodley, Theo James, Kate Winslet, Miles Teller, Ansel Elgort és Ashley Judd kapta meg. A film folytatásait – A beavatott-sorozat: A lázadó (2015) és A beavatott-sorozat: A hűséges (2016) – már Robert Schwentke rendezte, Burger vezető producerként jegyzi őket. Burger ezt követően a Milliárdok nyomában című televíziós drámasorozat két, 2016-os epizódját rendezte meg.
2017-ben mutatták be Életrevalók című rendezését, mely az azonos címmel megjelent, 2011-es francia vígjáték remake-je. A főbb szerepekben Bryan Cranston és Kevin Hart látható. 2021-ben jelent meg Utazás a semmibe című sci-fije, Tye Sheridan, Lily-Rose Depp, Fionn Whitehead és Colin Farrell főszereplésével. 2023-ban Karen Dionne azonos című regényét filmesítette meg A lápkirály lánya címmel, a főszerepet Daisy Ridley kapta meg.

## Magánélete
Nős, 1997 óta az építész Diana Warner Kellog házastársa.

## Filmográfia

### Film
| Év   | Magyar cím                                 | Eredeti cím                 | Feladatkör | Feladatkör | Feladatkör |
| Év   | Magyar cím                                 | Eredeti cím                 | Rendező    | Producer   | Író        |
| ---- | ------------------------------------------ | --------------------------- | ---------- | ---------- | ---------- |
| 2002 | Kennedy-gyilkosság – Interjú a merénylővel | Interview with the Assassin | Igen       | Nem        | Igen       |
| 2006 | A mágus                                    | The Illusionist             | Igen       | Nem        | Igen       |
| 2008 | Eltávozáson                                | The Lucky Ones              | Igen       | Igen       | Igen       |
| 2011 | Csúcshatás                                 | Limitless                   | Igen       | Vezető     | Nem        |
| 2014 | A beavatott                                | Divergent                   | Igen       | Nem        | Nem        |
| 2015 | A beavatott-sorozat: A lázadó              | Insurgent                   | Nem        | Vezető     | Nem        |
| 2016 | A beavatott-sorozat: A hűséges             | Allegiant                   | Nem        | Vezető     | Nem        |
| 2017 | Életrevalók                                | The Upside                  | Igen       | Nem        | Nem        |
| 2021 | Utazás a semmibe                           | Voyagers                    | Igen       | Igen       | Igen       |
| 2023 | A lápkirály lánya                          | The Marsh King's Daughter   | Igen       | Nem        | Nem        |

### Televízió
| Év        | Magyar cím          | Eredeti cím           | Feladatkör | Feladatkör | Megjegyzések                                 |
| Év        | Magyar cím          | Eredeti cím           | Rendező    | Producer   | Megjegyzések                                 |
| --------- | ------------------- | --------------------- | ---------- | ---------- | -------------------------------------------- |
| 1987      |                     | Our World             | Nem        | Igen       | 1 epizód                                     |
| 1991      |                     | Books: Feed Your Head | Igen       | Nem        | olvasást népszerűsítő minisorozat (3 epizód) |
| 2012      |                     | The Asset             | Igen       | Nem        | tévéfilm                                     |
| 2015–2016 | Csúcshatás          | Limitless             | Nem        | vezető     | 22 epizód                                    |
| 2016      |                     | The Jury              | Igen       | Nem        | tévéfilm                                     |
| 2016      | Milliárdok nyomában | Billions              | Igen       | vezető     | 2 epizód                                     |

## Fordítás
- Ez a szócikk részben vagy egészben  a   Neil Burger című angol Wikipédia-szócikk fordításán alapul.  Az eredeti cikk szerkesztőit annak laptörténete sorolja fel. Ez a jelzés csupán a megfogalmazás eredetét és a szerzői jogokat jelzi, nem szolgál a cikkben szereplő információk forrásmegjelöléseként.